# Henckel von Donnersmarck

Henckel von Donnersmarck is een van oorsprong Hongaars geslacht dat sinds 1456 tot de Hongaarse adel behoort, en zijn bezit  had in het tegenwoordig Slowaakse Spišský Štvrtok, toen (Donnersmark), een naam die de Duitstalige bevolking van het gebied gebruikte.

## Geschiedenis
In 1417 werd aan drie broers door keizer Sigismund een Hongaars wapen verleend. Adelsbevestigingen vonden plaats in 1456 en in 1593. In 1651 en 1656 werd door Habsburg  de graventitel verleend. Later scheidde met de toenaam 'Tarnowitz' zich een lutherse lijn af. In 1901 werd aan een nazaat door keizer Wilhelm II de vorstentitel verleend met het predicaat "Doorluchtigheid" bij eerstgeboorte. De Donnersmarcken behoorden tot de rijkste geslachten van Duitsland door de ontginning van de mijnbouw op hun gronden in Opper-Silezië. Toen dat gebied in 1945 Pools werd zijn zij onteigend en uitgewezen. 

## Enkele telgen
Georg Friedrich graaf Henckel von Donnersmarck (1611-1671)
- Leo-Ferdinand graaf Henckel von Donnersmarck (1640-1699)
  - Carl-Joseph graaf Henckel von Donnersmarck (1688-1760)
    - Lazarus graaf Henckel von Donnersmarck (1729-1805), majoor
      - Carl graaf Henckel von Donnersmarck (1784-1813), kapitein, gesneuveld bij de slag bij Gross-Körchen
        - Hugo graaf Henckel von Donnersmarck (1811-1890)
          - Lazarus graaf Henckel von Donnersmarck (1835-1914)
            - Edwin graaf Henckel von Donnersmarck (1865-1929)
              - Lazarus graaf Henckel von Donnersmarck (1902-1991)
                - Carl Josef graaf Henckel von Donnersmarck (1928-2008); trouwde in 1958 met Marie Adelaide prinses van Luxemburg, van Bourbon van Parma en van Nassau (1924-2007), dochter van groothertogin Charlotte van Luxemburg (1896-1985)
                  - Andreas graaf Henckel von Donnersmarck (1959); trouwde in 1995 met Johanna vorstin van Hohenberg (1966), kleindochter van Maximiliaan van Hohenberg (1902-1962) en van Flora Fentener van Vlissingen (1909-2003), dochter van Frits Fentener van Vlissingen (1882), leden van de familie Van Vlissingen

              - Friedrich-Carl graaf Henckel von Donnersmarck (1905-1989)
                - Leo-Ferdinand graaf Henckel von Donnersmarck (1935-2009), directeur bij Lufthansa
                  - Florian Henckel von Donnersmarck (1973), filmregisseur, onder andere van Das Leben der Anderen (2006)
- Karl Maximilian graaf Henckel von Donnersmarck (1642-1720)
  - Karl Erdmann graaf Henckel von Donnersmarck (1695-1760)
    - Erdmann Gustav graaf Henckel von Donnersmarck (1734-1805)
      - Karl-Lazarus graaf Henckel von Donnersmarck (1772-1864)
        - Guido graaf Henckel, 1e vorst van Donnersmarck (1830-1916)
          - Guidotto graaf Henckel, 2e vorst van Donnersmarck (1888-1959); trouwde in 1909 met Anna prinses zu Sayn-Wittgenstein-Berleburg (1884-1963)
            - Guido graaf Henckel, 3e vorst van Donnersmarck (1909-1976)
              - Guidotto graaf Henckel, 4e vorst van Donnersmarck (1940), bankdirecteur